# Ароматичність
Аромати́чність (англ. Aromaticity) — концепт з області теорії хімічного зв'язку, який застосовується для пояснення особливих властивостей ароматичних сполук. Цей концепт описує феноменальну термодинамічну стабільність сполук з циклічно кон'югованими {\displaystyle (4n+2)} π-електронами, а також переважання реакцій електрофільного заміщення над реакціями приєднання. Антонімом терміна «ароматичність» є «антиароматичність» — незвично низька стабільність планарних сполук з циклічно кон'югованими {\displaystyle (4n)} π-електронами (тобто, антиароматичних сполук). Сполуки, що не є ані ароматичними, ані антиароматичними, називають неароматичними.
Класичним прикладом ароматичної сполуки незмінно залишається бензен; за своїми властивостями ароматичні сполуки мають бути в певній мірі схожими на нього. Однак, з розвитком теорії хімії критерії ароматичності значно розширились, а з ними все більше різних класів сполук відносили до ароматичних. Також відкривались нові типи ароматичності окрім «класичної» π-ароматичності: гетероароматичність, гомоароматичність, ароматичність Мебіуса, ароматичність Бейрда, сферична ароматичність і т. д.
Широко вживаним методом встановлення ароматичності є спостереження діатропності 1Н в ЯМР спектрах.
Кількісно ступінь ароматичності може бути оцінений за величиною енергії резонансу, або за оцінками енергій
відповідних ізодесмічних та гомодесмічних реакцій. Поруч з енергетичними, важливими критеріями є структурні (вирівнювання довжин зв'язків у кільці) та магнітні (наяність діамагнітного кільцевого струму, що проявляється в анізотропії магнітної сприйнятливості).

## Виникнення та історія терміна
У 1825 році Майкл Фарадей уперше виділив бензен у чистому вигляді шляхом дистиляції світильного газу, а в 1855 році Август Вільгельм Гофман уперше використав термін «ароматичність» відносно бензену та його гомологів: Гофман помітив, що, на відміну від насичених вуглеводнів, сполуки бензену мають виражені характерні запахи. Окрім того, стала помітна особлива стабільність бензену та його похідних: вони не реагують з галогенами, як це роблять, наприклад, алкени.
У 1865 році Ф.Кекуле запропонував першу структурну формулу бензолу як гексагонального 1,3,5-циклогексатрієна.
У 1931 році Еріх Гюккель розробив квантово-механічний підхід для пояснення ароматичності. Цей підхід використовується до сьогодні і називається «метод молекулярних орбіталей Гюккеля» (МОГ); відтепер класичним параметром визначення ароматичності було правило Гюккеля.
У 1936/37 роках Полінг та Лондон запропонували теорію ефектів кільцевого струму. У 1956 році Попл описав вплив кільцевого струму на хімічний зсув у ЯМР-спектроскопії, а в 1969/70 роках в якості критерію ароматичності хімічних сполук була описана їхня магнітна сприйнятливість.
У 1979 році було введено термін «тривимірна ароматичність», а в 1984 році — σ-ароматичність (на прикладі циклопропану).
У 1996 році Пауль фон Раґ-Шлейєр впровадив NICS (nucleus-independent chemical shift) в якості простого квантово-хімічного методу для вивчення ароматичності.

## Критерії ароматичності
Згідно поточного стану науки, існує декілька критеріїв визначення, чи є сполука ароматичною чи антиароматичною. Кожен з них має свої певні недоліки та обмеження, тому надійним методом визначення ароматичності є сукупна перевірка за усіма критеріями.

### Правило Гюккеля

Нафталін, хоч є біциклічною сполукою, має моноциклічну кон'югацію π-орбіталей обох кілець, утворюючи таким чином ароматичну систему з 10 π-електронів.

Згідно цьому правилу, ароматичними є плоскі циклічні системи з моноциклічно кон'югованими {\displaystyle (4n+2)} π-електронами (n = 0, 1, 2,..). Антиароматичними є плоскі циклічні системи з моноциклічно кон'югованими {\displaystyle (4n)} π-електронами.
Особливу увагу слід приділяти формулюванню «плоскі циклічні системи»; так, циклооктатетраєн є неароматичною сполукою, бо не є планарним. Це правило добре працює для випадків π-ароматичності, але не може бути застосоване до гомоароматичних сполук. Крім того, ароматичність не є логічною величиною; в ряду фуран–пірол–тіофен–бензен ступінь ароматичності росте зліва направо, хоч усі ці сполуки, згідно правилу Гюккеля, є ароматичними.
Терміни ароматичний та антиароматичний у відповідності
до правил Гюккеля і топології орбітального перекривання
поширені і на опис стабілізації чи дестабілізації перехідних
станів перициклічних реакцій. Такі реакції з антиароматичним
перехідним станом йдуть повільніше, якщо взагалі йдуть, ніж
ті, що мають ароматичний перехідний стан.

### Реактивність
Загалом, ароматичні сполуки не вступають в реакції приєднання; так, бензен не знебарвлює бромну воду. Замість цього він вступає в реакцію електрофільного заміщення в присутності кислоти Льюїса (наприклад, ферум(III)боміду):
Однак, поліциклічні ароматичні сполуки (антрацен, фенантрен тощо) не відповідають цьому правилу, хоч і виконують правило Гюккеля. При взаємодії з галогенами вони вступають в реакції приєднання (для трициклічних сполук — по центральному кільцю):
Згадані раніше п'ятичленні гетероцикли, виконуючи правило Гюккеля, водночас здатні брати участь у реакціях Дільса–Альдера.

### Структура
Враховуючи моноциклічну кон'югацію π-орбіталей в ароматичних сполуках, довжини зв'язків між атомами Карбону мають бути (майже) однаковими. Ступінь схожості довжин зв'язків визначає ступінь ароматичності сполуки. Однак, цей критерій не можна використовувати ізольовано від інших: як показано нижче, з трьох наведених молекул кадаверин має майже однакові С–С зв'язки, хоча не виконує правило Гюккеля.

### Термохімія

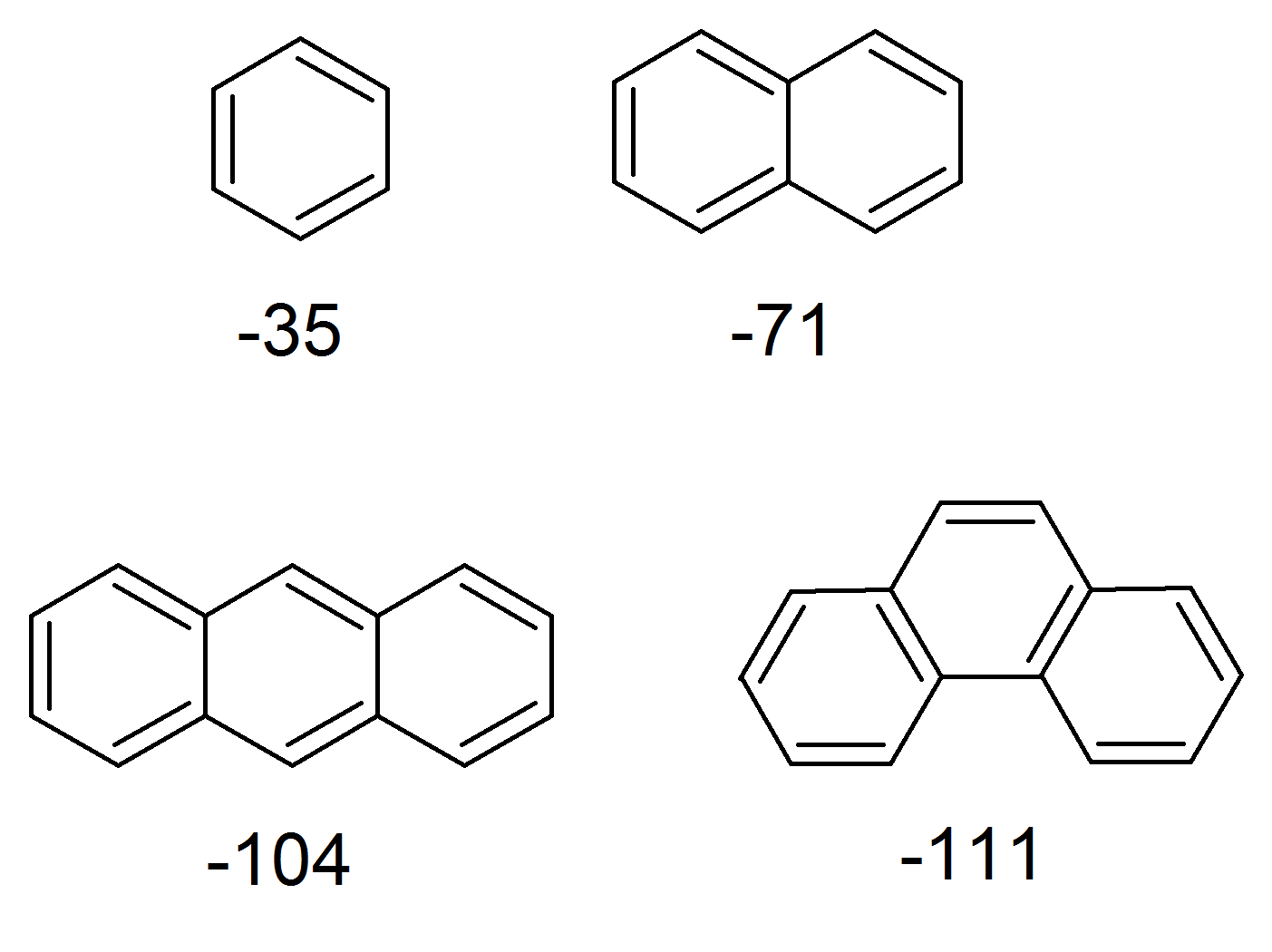
ЕАС [ккал·моль^{−1}] за результатами термохімічних вимірювань.

Інше спостереження стосовно ароматичних сполук полягає в тому, що бензен, на відміну від ненасичених сполук, слабо підвержений гідрогенізації. Термохімічні дослідження підтвердили, що теплота, яка виділяється при гідрогенізації бензену, нижча в порівнянні з гіпотетичним неароматичним «циклогексатрієном» на 35 ккал/моль. Ця різниця називається енергія ароматичної стабілізації (ЕАС; англ. Aromatic stabilization energy, ASE). В літературі зустрічаються певні розбіжності щодо знаку перед величиною ЕАС, але в цій статті «стабілізація» буде позначатись негативним знаком, що відповідає негативній {\displaystyle \Delta H^{0}}, тобто виділенню теплоти.

Альтернативою термохімічним вимірам можуть бути квантово-механічні розрахунки. Найпоширенішим методом є медод ізодесмічних реакцій (у цьому випадку, оскільки має враховуватися зміна гібридизації атомів Карбону, вони називаються гомодесмотичними реакціями). Альтернативно, Шлейєр et al. запропонували використовувати для розрахунків реакції ізомеризації; отримані енергії ізомеризаційної стабілізації (англ. isomerization stabilization energies) добре узгоджуються з результатами, що були отримані іншими методами.

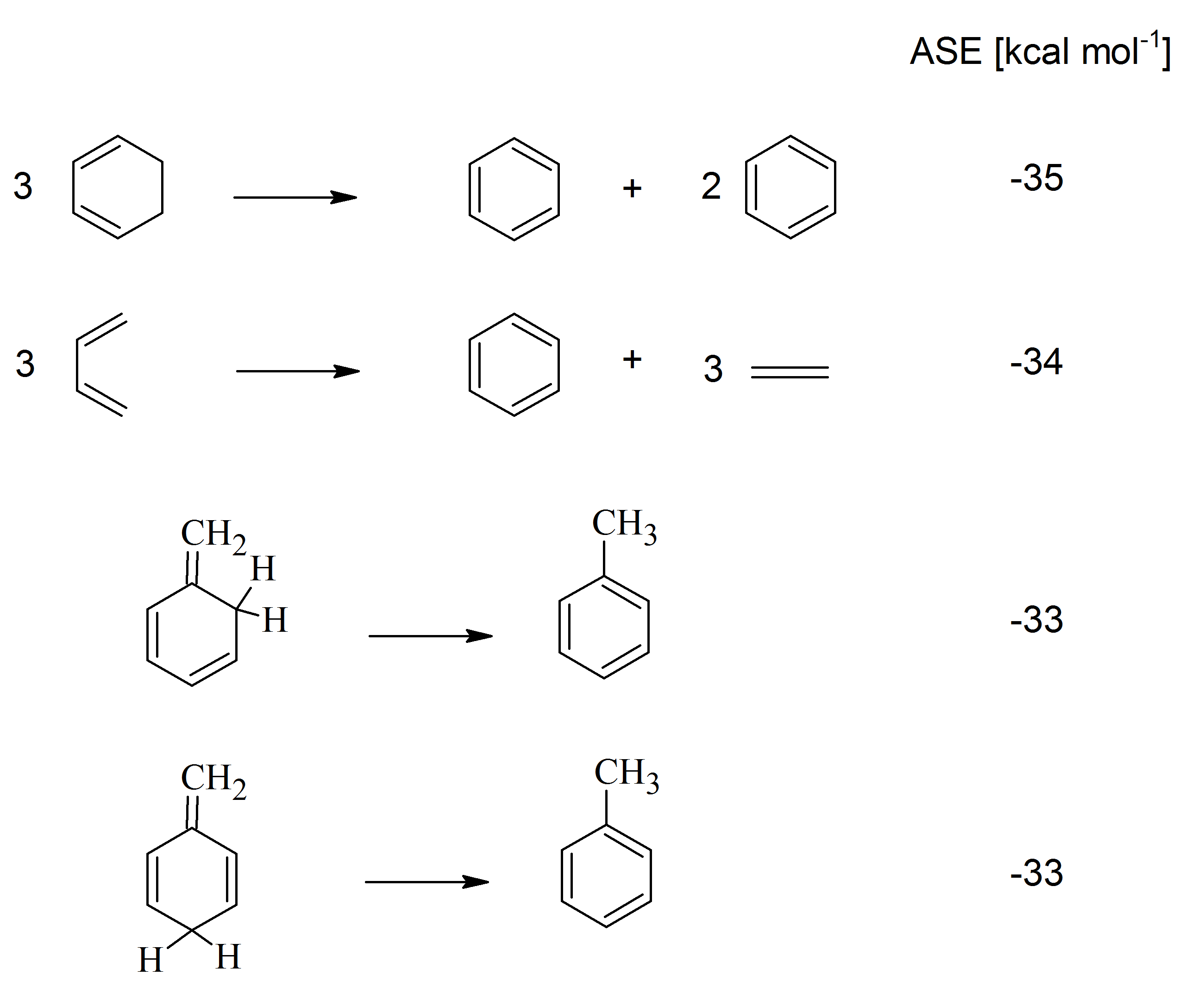
Різні методи розрахунків ЕАС для бензену
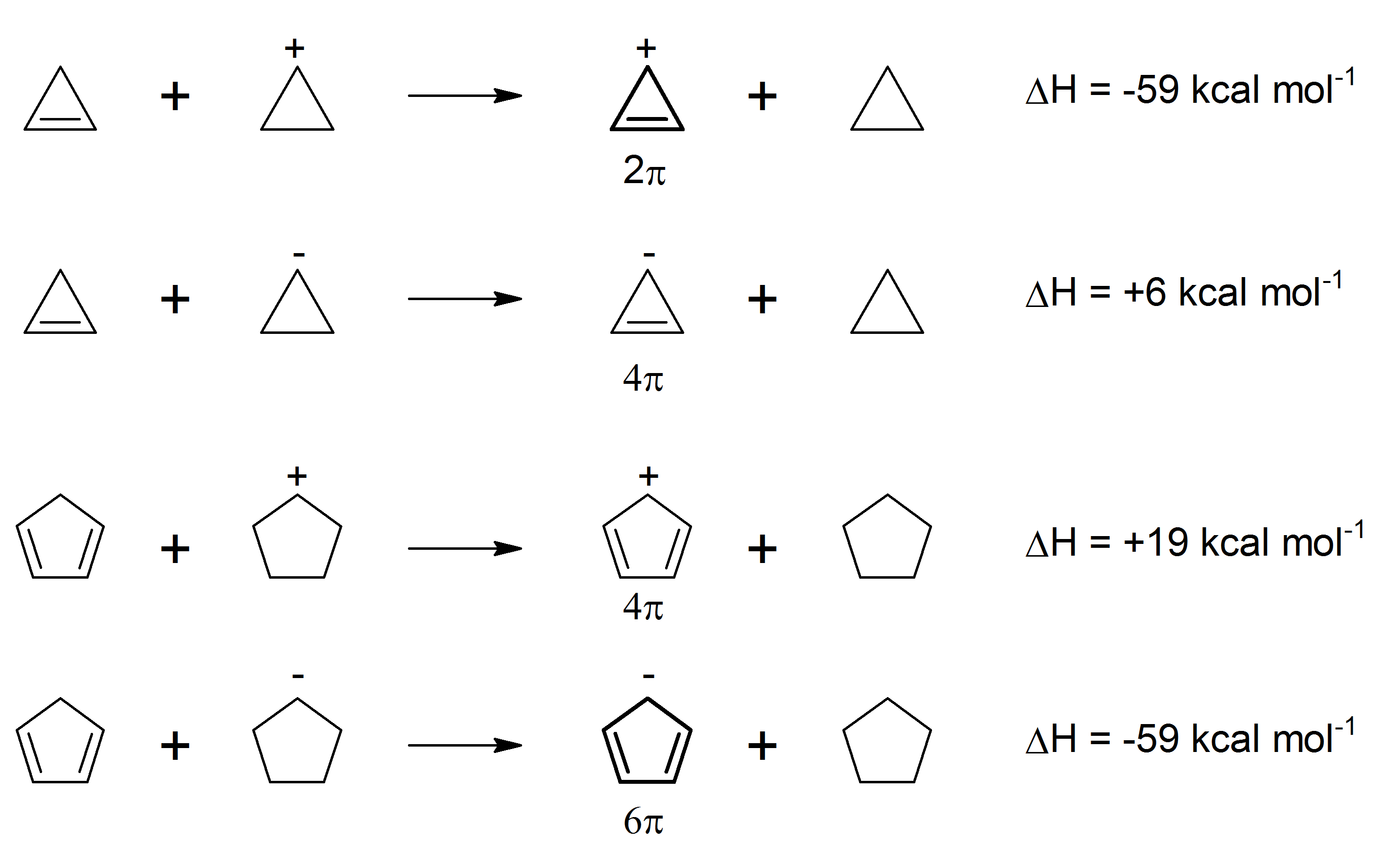
ЕАС для деяких ароматичних і антиароматичних молекул

### ЯМР-спектроскопія
У сполуках з циклічно кон'югованими π-орбіталями делокалізація π-електронів спричиняє появу кільцевого струму, який, згідно закону Біо–Савара–Лапласа (або ж Правилу правої руки), утворює локальне магнітне поле молекули. При розташуванні такої молекули в сильному зовнішньому магнітному полі (наприклад, у ЯМР-спектрометрі) лінії локального поля можуть вирівнятись або паралельно, або антипаралельно лініям зовнішнього поля:
- При паралельній орієнтації атоми Гідрогену зазнають додаткового екранування, їхній хім. зсув зменшується; такий ефект в ЯМР називають паратропним, а кільцевий струм у циклічній молекулі — «парамагнетичним кільцевим струмом».
- При антипаралельній орієнтації атоми Гідрогену деекранізуються локальним полем, їхній хім. зсув збільшується; такий ефект в ЯМР називають діатропним, а кільцевий струм отримує назву «діамагнетичний кільцевий струм».[22]

Наявність паратропного ефекту свідчить про антиароматичність кільця, а діатропний ефект свідчить про його ароматичність:
Таке явище можна спрощено запам'ятати наступним чином: при заповненні МО бензену та циклобутадієну (див. Цикл Фроста) всі π-електрони бензену будуть у спареному стані (що свідчить про його діамагнітні властивості); натомість, відповідно до цієї моделі, циклобутадієн є бірадикалом, а тому є парамагнетиком.
Нижче наведені хімічні зсуви атомів Гідрогену в 1Н ЯМР для різних ароматичних та неароматичних ануленів:
| Ароматичні системи  | Ароматичні системи | Ароматичні системи | Антиароматичні системи | Антиароматичні системи | Антиароматичні системи |
| Анулен або його іон | Зовнішні протони   | Внутрішні протони  | Анулен або його іон    | Зовнішні протони       | Внутрішні протони      |
| ------------------- | ------------------ | ------------------ | ---------------------- | ---------------------- | ---------------------- |
| [6]                 | 7.37               | –                  | [8]                    | 5.68                   | -                      |
| [14]                | 7.6                | 0                  | [12]                   | 5.91                   | 7.86                   |
| [18]                | 9.28               | -2.99              | [16]                   | 5.40                   | 10.43                  |
| [22]                | 8.50 — 9.65        | 0.4 — -1.2         | [20]                   | 4.1 — 6.6              | 10.9 — 13.9            |
| [12]−2              | 6.23, 6.98         | -4.6               | [18]−2                 | 1.13                   | 28.1, 29.5             |
| [16]+2              | 7.45, 8.83         | -8.17              |                        |                        |                        |

Крім 1Н ЯМР, 7Li ЯМР також використовуються для вивчення ароматичних властивостей, зокрема аніонних π-систем, оскільки катіони Li+, як правило, розташовуються у центральному положенні над π-системою:

### Nucleus-Independent Chemical Shift (NICS)
З розвитком методів квантово-хімічних розрахунків стало можливим обчислити хімічні зсуви умовного протона в будь-якій точці простору і, таким чином, оцінити вплив кільцевого струму незалежно від того, з яких атомів побудований. Цей метод отримав назву Nucleus Independent Chemical Shift (NICS). Для дослідження ароматичних сполук величини NICS зазвичай обчислюються в геометричному центрі групи важких атомів (тобто будь-яких атомів важче за Гідроген і Гелій). Величини NICS нормовані таким чином, щоб узгоджуватись із хімічними зсувами протонів у 1Н ЯМР. Тобто, негативні значення всередині циклу вказують на ароматичність, а позитивні — на антиароматичність.
Незважаючи на те, що для (анти)ароматичних молекул вплив кільцевого струму є головним фактором, що визначає величину NICS, локалізовані зв'язки та самотні електронні пари також мають певний вплив на короткій відстані, тому є заважаючими факторами. Для усунення цього впливу, величину NICS можна обчислити у площині (анти)ароматичного кільця. Більш складні методи також дозволяють розраховувати внески до значення NICS окремих σ- й π-зв'язків, а також окремих молекулярних орбіталей.

## Типи ароматичності
Існує три типи ароматичності: Ароматичність Гюккеля, ароматичність Мебіуса та ароматичність Бейрда.

### Ароматичність Гюккеля
Формально описується правилом Гюккеля. Може бути поділена на наступні види:
- π-Ароматичність: Класичний випадок ароматичності; циклічна делокалізація відбувається шляхом кон'югації π-орбіталей по замкнутому периметру, утвореному σ-зв'язками.
- Гетероароматичність: Випадок π-ароматичності, коли окремі атоми Карбону замінено гетероатомами (див. Гетероциклічні сполуки).
- σ-Ароматичність: Для малих кілець (особливо циклопропанів) спостерігаються енергетична стабілізація та магнітні властивості, притаманні π-ароматичним сполукам. Прикладом σ-ароматичності серед неорганічних сполук є катіон Н3+.

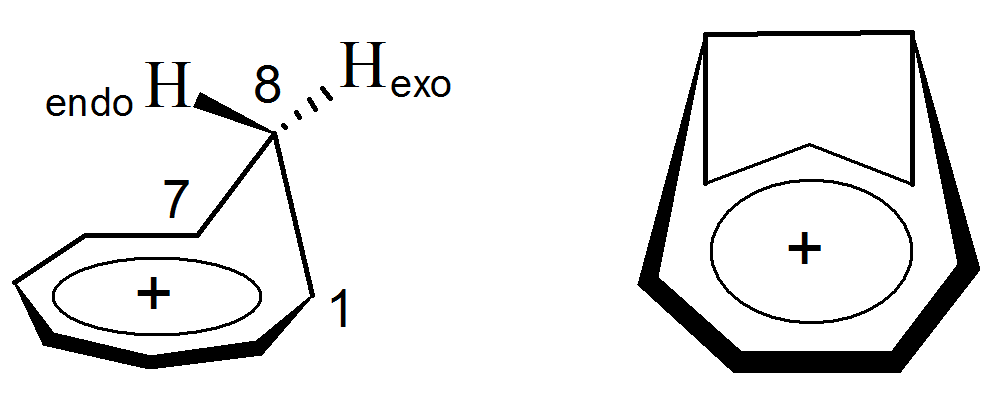
Катіони гомотропілію й біс-гомортопілію.

- Катіони гомотропілію й біс-гомортопілію.[23]Гомоароматичність: Зустрічається у випадках, коли класична π-ароматичність розривається в одній точці, наприклад, метиленовою групою; за виконанням певних геометричних умов, π-делокалізація може підтримуватись через простір. Гарним прикладом цього феномену є катіон гомотропілію. Якщо кон'югацію перервано в декількох місцях, то в окремих випадках можна говорити про ароматичність біс-гомо, тріс-гомо тощо.[24]
- Сферична ароматичність (просторова ароматичність, 3D ароматичність): Ароматичність у трьох вимірах існує у випадках кластерних сполук (напр., борани) або великих непланарних молекул з великою кількістю ненасичених зв'язків (фулерени).[25]

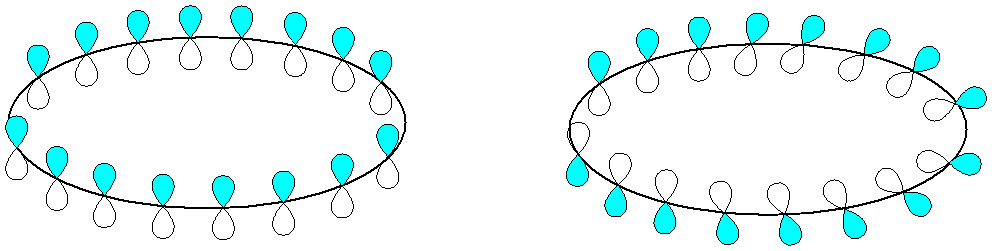
Ароматичність Гюккеля (ліворуч) та ароматичність Мебіуса (праворуч).

### Ароматичність Мебіуса
Циклічно кон'юговані молекули, що мають певне число інверсій фази π-орбіталей (подібно стрічці Мебіуса) є ароматичними, якщо в делокалізації беруть участь {\displaystyle (4n)} π-електронів (n = 0, 1, 2,..).

### Ароматичність Бейрда
В 1972 р. Н. Колін Бейрд опублікував квантово-механічні розрахунки, що прогнозували ароматичність найнижчого триплетного стану ануленів, які мають {\displaystyle (4n)} π-електронів. Таким чином, катіон Cp+ є ароматичним при збудженні та інтеркомбінаційній конверсії із синглетного у триплетний стан, що було доведено за допомогою ЕПР-спектроскопії на прикладі молекул [Ph5Cp]+ і [Cl5Cp]+.